# گیلدن
گیلدن (انگلیسی: Gildan) شرکت پوشاک کانادایی است، که در سال ۱۹۸۴ تأسیس شد.